# Lake O'Hara
Lake O'Hara är en sjö i Kanada.   Den ligger i provinsen British Columbia, i den centrala delen av landet, 3 000 km väster om huvudstaden Ottawa. Lake O'Hara ligger 2 017 meter över havet. Arean är 0,29 kvadratkilometer. Den sträcker sig 0,6 kilometer i nord-sydlig riktning, och 0,9 kilometer i öst-västlig riktning.
Trakten runt Lake O'Hara består i huvudsak av gräsmarker. Trakten runt Lake O'Hara är nära nog obefolkad, med mindre än två invånare per kvadratkilometer.